# Drengevenner
|  | Denne artikel er oprettet af botten Steenthbot ud fra en ekstern database. Den kan derfor have sproglige fejl eller mangler. Denne skabelon kan fjernes efter kontrol af indholdet. |

Drengevenner er en dansk kortfilm fra 2021 instrueret af Joachim Morre.

## Handling
To venner forbereder sig på at skulle til fest. Natten er ung, humøret er højt og deres største bekymring synes at være, at de ikke har noget at drikke. Da deres ven Simon ankommer ændres stemningen drastisk. Der er noget han skal have sagt, men han er bange for hvilke konsekvenser nyheden kan få for drengenes venskab.

## Medvirkende
- Johan Bech Jespersen, Anton
- Rasmus Daugbjerg, Theodor
- Anton Hjejle, Simon